# PGC 2726
LEDA/PGC 2726 ist eine Linsenförmige Galaxie vom Hubble-Typ SB0/a? Pec im Sternbild Andromeda am Nordsternhimmel. Sie ist schätzungsweise 503 Millionen Lichtjahre von der Milchstraße entfernt und hat einen Durchmesser von etwa 115.000 Lichtjahren. Gemeinsam mit NGC 218 bildet sie das isolierte und wechselwirkende Galaxienpaar KPG 16.
Die Typ-Ia-Supernova SN 2006mo wurde hier beobachtet.